# 4th Royal Irish Dragoon Guards

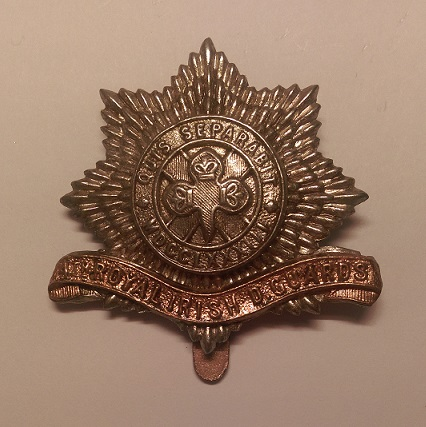
Badge du 4th Royal Irish Dragoon Guards

Le 4th Royal Irish Dragoon Guards est un régiment de l'Armée de terre britannique créé en 1685 ; il a été en service pendant trois siècles avant d'être fusionné au 4th/7th Royal Dragoon Guards (en) en 1922.